# パキスタン国際航空268便墜落事故
パキスタン国際航空268便墜落事故（パキスタンこくさいこうくう268びんついらくじこ）とは、1992年9月28日にパキスタン国際航空268便（使用機材：エアバスA300B4-203、機体記号:AP-BCP）がネパールのカトマンズにあるトリブバン国際空港へ着陸進入中に墜落し、搭乗していた167人全員が死亡した事故である。2025年現在、この事故はネパール史上最悪の航空事故である。

## 事故の概要

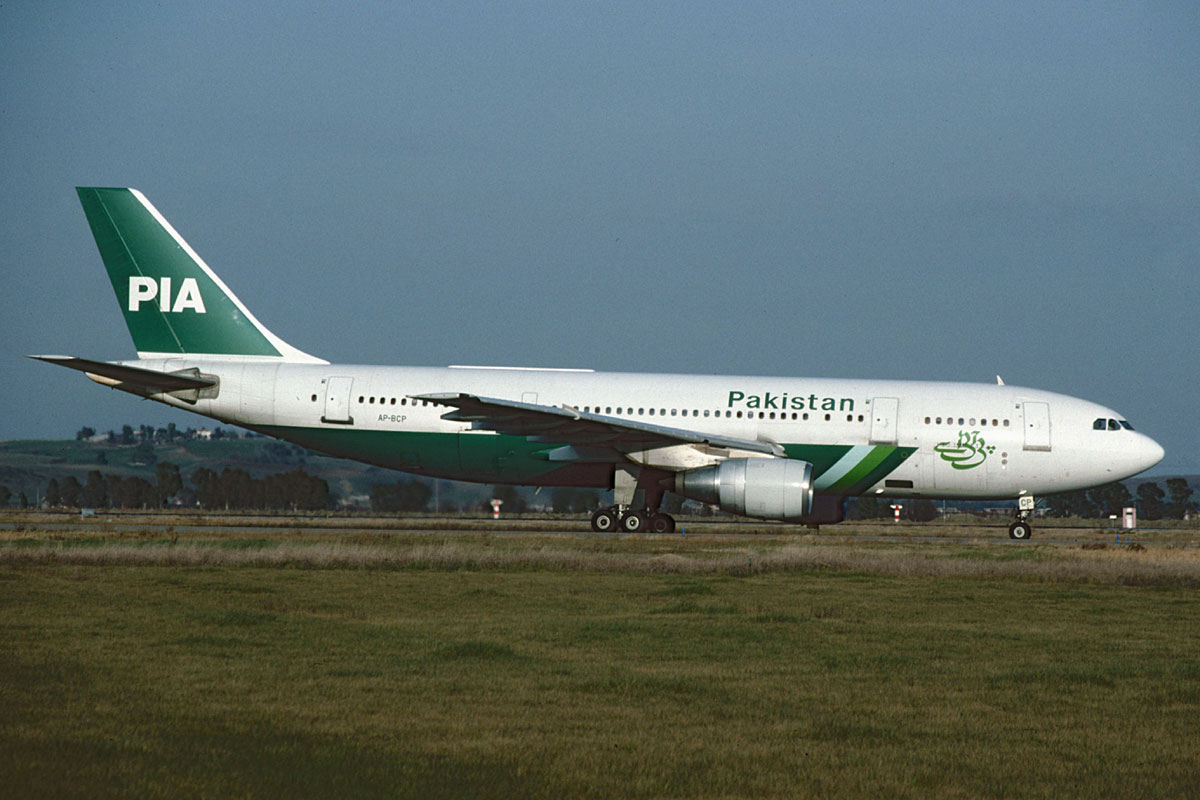
1992年2月に撮影された事故機

パキスタン国際航空268便はカラチを11時13分（パキスタン標準時）に離陸しカトマンズに向かった。268便はネパールの航空交通管制と交信し、「シエラ・アプローチ」と呼ばれる南からの着陸許可を与えられた。当時、このアプローチを使うことを許可された航空機は、カトマンズVORの南 41海里 (76 km; 47 mi) （以降「41 DME」のように記す）にある「ロメオ」と呼ばれる位置通報点を、高度 15,000フィート (4,600 m) で通過するよう指示されていた。当時このアプローチは空港に向けて7段階に分けて降下するようになっており、その途中に10 DMEにある「シエラ」という位置通報点を高度 9,500フィート (2,900 m) で通過することになっていた。この進入方式により、航空機はカトマンズの真南にあるマハーバーラタ山脈の、シエラのちょうど北に位置する山頂を安全な高度で通過できるようになっていた。
268便は14時30分に10 DMEで交信を行った直後にバッティダンダ (Bhatti Danda) にある標高2,524mの山の山腹（標高約7,300フィート (2,200 m)）に衝突した。機体は粉砕され、垂直尾翼はふもとで発見された。
この事故の59日前の7月31日にはタイ国際航空311便が空港の北の山中に墜落し113人が死亡している（タイ国際航空311便墜落事故）。
268便には俳優のジョシュア・サスの父親だったイギリス人の詩人が搭乗していた。

## 原因
カナダ運輸安全委員会 (TSB) は268便のコックピットボイスレコーダーから事故調査の手がかりを得ることはできなかったが、TSBによってフライトデータレコーダーから回収されたデータから事故機が降下の各ステップを1ステップ早く始めていたということが明らかになった。事故機は16 DMEで許可された高度を最大で1,000フィート (300 m)下回っており、10 DME（位置通報点シエラ）では1,300フィート (400 m)下回っていた。また268便のパイロットは管制官に正確に高度を報告していたが、管制官は事故直前まで高度について何も警告しなかった。
調査団は事故原因は主にパイロットエラーであると決定した。雲に覆われて視程が低下していたうえ、急斜面のため対地接近警報装置の動作が遅れた。着陸進入時にパイロットが使用していた計器進入方式図が理解しにくかったとも指摘した。報告書でICAOに航法図を再調査して標準化を促すよう、またカトマンズ国際空港の着陸進入経路はあまり複雑でないよう変更されるべきであると勧告した。

## メモリアル
パキスタン国際航空は事故現場の山のふもとのレレ (Lele) に記念公園PIA park Leleを建設し、警備員を雇って公園を維持している。
犠牲となった家族を追悼してイギリスの慈善団体ウィルキンス・メモリアル・トラストが設立され、ネパールで活動している。

## 映像化
- メーデー!:航空機事故の真実と真相 第18シーズン第1話「Kathmandu Decent」